# تلفيف فوق الهامشي
التَّلْفيفُ فَوقَ الهامِشِيّ هو جزء من الفص الجداري. تُعرف هذه المنطقة من الدماغ أيضًا باسم منطقة برُودْمان 40 [الإنجليزية] بناءً على خريطة الدماغ التي أنشأها كوربينيان برودمان لتحديد الهياكل في القشرة المخية. من المحتمل أن يكون له دور في إدراك اللغة ومعالجتها، قد تتسبب الإصابة في هذه المنطقة فقدان القدرة على الكلام.